# Список миротворческих миссий и операций ООН

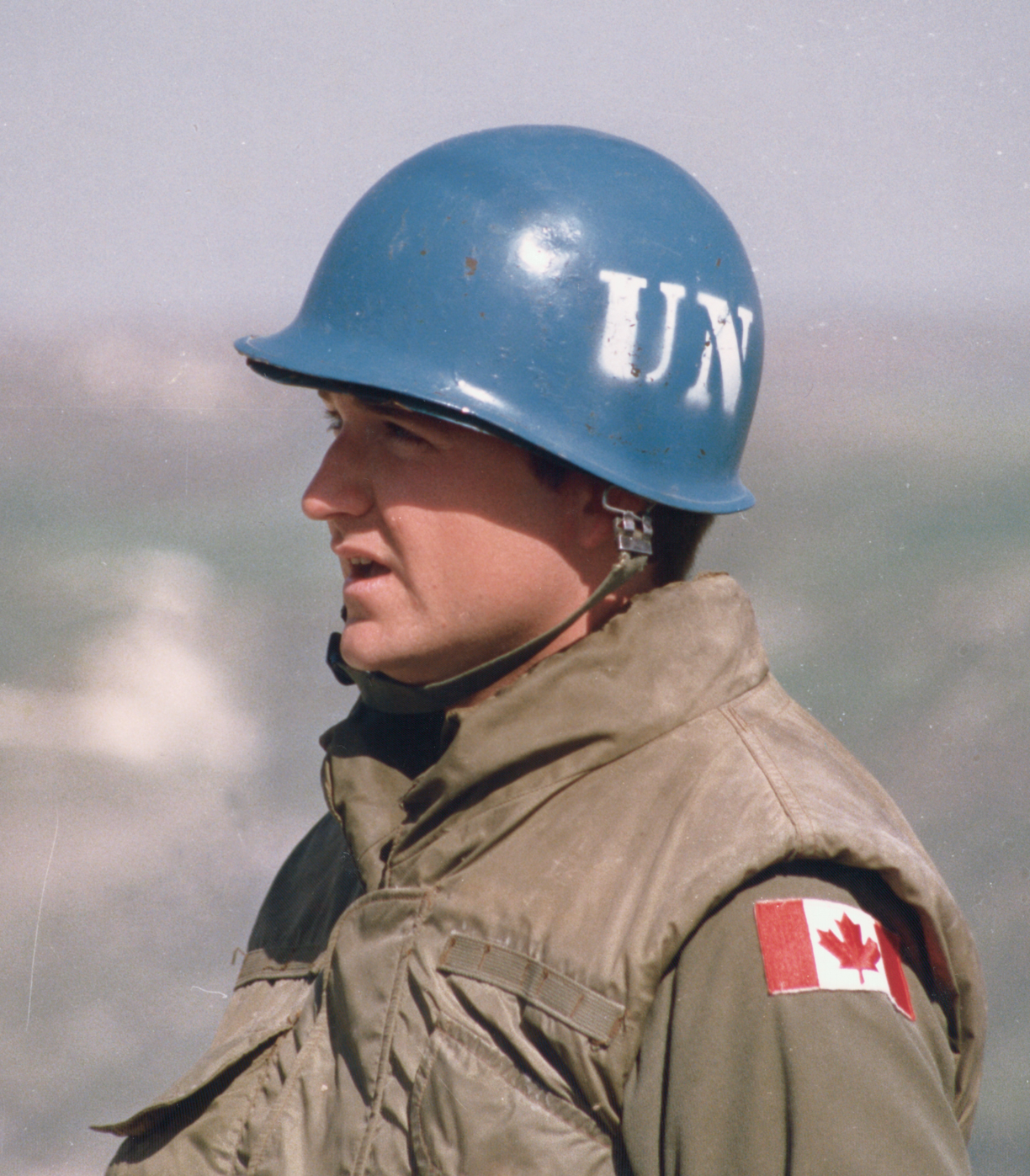
Одним из символов миротворческой деятельности является голубая каска (канадский миротворец, 1976 год)

В данном списке содержатся миротворческие миссии и операции Организации Объединенных Наций в хронологическом порядке.

## Миротворческие миссии и операции ООН
Статус
 Завершённые
 Продолжающиеся

### 1945—1949
| Продолжительность              | Продолжительность              | Название                                                                 | Местоположение   | Причина                        | Прим. |
| Начало                         | Окончание                      | Название                                                                 | Местоположение   | Причина                        | Прим. |
| ------------------------------ | ------------------------------ | ------------------------------------------------------------------------ | ---------------- | ------------------------------ | ----- |
| с 1948 года по настоящее время | с 1948 года по настоящее время | Орган ООН по наблюдению за выполнением условий перемирия (ОНВУП / UNTSO) | Ближний Восток   | Первая арабо-израильская война | [ 1 ] |
| c 1949 года по настоящее время | c 1949 года по настоящее время | Группа военных наблюдателей ООН в Индии и Пакистане (ГВНООНИП / UNMOGIP) | Индия · Пакистан | Первая индо-пакистанская война | [ 2 ] |

### 1950—1959
| Продолжительность | Продолжительность | Название                                                      | Местоположение   | Причина                                           | Прим. |
| Начало            | Окончание         | Название                                                      | Местоположение   | Причина                                           | Прим. |
| ----------------- | ----------------- | ------------------------------------------------------------- | ---------------- | ------------------------------------------------- | ----- |
| 1956              | 1967              | Первые Чрезвычайные вооруженные силы ООН (ЧВС ООН I / UNEF I) | Египет · Израиль | Вторая арабо-израильская война Шестидневная война | [ 3 ] |
| июнь 1958         | декабрь 1958      | Группа ООН по наблюдению в Ливане (ЮНОГИЛ / UNOGIL)           | Ливан            | Ливанский кризис 1958 года                        | [ 4 ] |

### 1960—1969
| Продолжительность              | Продолжительность              | Название                                                                                     | Местоположение             | Причина                                                                                         | Прим.  |
| Начало                         | Окончание                      | Название                                                                                     | Местоположение             | Причина                                                                                         | Прим.  |
| ------------------------------ | ------------------------------ | -------------------------------------------------------------------------------------------- | -------------------------- | ----------------------------------------------------------------------------------------------- | ------ |
| 1960                           | 1964                           | Операция ООН в Конго (ОНУК / ONUC)                                                           | ДР Конго                   | Конголезский кризис                                                                             | [ 5 ]  |
| 1962                           | 1963                           | Силы безопасности ООН в Западной Новой Гвинее (СБООН / UNSF)                                 | Нидерландская Новая Гвинея | Вооружённое столкновение между Нидерландами и Индонезией за независимость Западной Новой Гвинеи | [ 6 ]  |
| 1963                           | 1964                           | Миссия ООН по наблюдению в Йемене (МООННЙ / UNYOM)                                           | Йемен                      | Военный переворот 1962 года в Йемене                                                            | [ 7 ]  |
| с 1964 года по настоящее время | с 1964 года по настоящее время | Вооруженные силы ООН по поддержанию мира на Кипре (ВСООНК / UNFICYP)                         | Кипр · Северный Кипр       | Кипрский конфликт                                                                               | [ 8 ]  |
| 1965                           | 1966                           | Миссия Представителя Генерального секретаря ООН в Доминиканской Республике (ДОМРЕП / DOMREP) | Доминиканская Республика   | Оккупация Доминиканской Республики войсками США                                                 | [ 9 ]  |
| 1965                           | 1966                           | Индо-пакистанская миссия ООН по наблюдению (ЮНИПОМ / UNIPOM)                                 | Индия · Пакистан           | Вторая индо-пакистанская война                                                                  | [ 10 ] |

### 1970—1979
| Продолжительность              | Продолжительность              | Название                                                        | Местоположение   | Причина                                                                | Прим.  |
| Начало                         | Окончание                      | Название                                                        | Местоположение   | Причина                                                                | Прим.  |
| ------------------------------ | ------------------------------ | --------------------------------------------------------------- | ---------------- | ---------------------------------------------------------------------- | ------ |
| 1973                           | 1979                           | Вторые Чрезвычайные вооруженные силы ООН (ЧВС ООН II / UNEF II) | Египет · Израиль | Четвёртая арабо-израильская война                                      | [ 11 ] |
| с 1974 года по настоящее время | с 1974 года по настоящее время | Силы ООН по наблюдению за разъединением (СООННР / UNDOF)        | Сирия · Израиль  | Оккупация Израилем Голанских высот                                     | [ 12 ] |
| с 1978 года по настоящее время | с 1978 года по настоящее время | Временные силы ООН в Ливане (ВСООНЛ / UNIFIL)                   | Ливан            | Военное вторжение Израиля в Ливан (в том числе Вторая ливанская война) | [ 13 ] |

### 1980—1989
| Продолжительность | Продолжительность | Название                                                              | Местоположение                                            | Причина                                                                     | Прим.  |
| Начало            | Окончание         | Название                                                              | Местоположение                                            | Причина                                                                     | Прим.  |
| ----------------- | ----------------- | --------------------------------------------------------------------- | --------------------------------------------------------- | --------------------------------------------------------------------------- | ------ |
| 1988              | 1990              | Миссия добрых услуг ООН в Афганистане и Пакистане (ЮНГОМАП / UNGOMAP) | Афганистан · Пакистан                                     | Сдерживание Афганистана и Пакистана от взаимного вооружённого вмешательства | [ 14 ] |
| 1988              | 1991              | Ирано-иракская группа военных наблюдателей ООН (ИИГВНООН / UNIIMOG)   | Иран · Ирак                                               | Ирано-иракская война                                                        | [ 15 ] |
| 1989              | 1991              | Контрольная миссия ООН в Анголе I (КМООНА I / UNAVEM I)               | Ангола                                                    | Гражданская война в Анголе (вывод кубинских войск с территории Анголы)      | [ 16 ] |
| 1989              | 1990              | Группа ООН по оказанию помощи в переходный период (ЮНТАГ / UNTAG)     | Намибия · Ангола                                          | Война за независимость Намибии                                              | [ 17 ] |
| 1989              | 1992              | Группа наблюдателей ООН в Центральной Америке (ГНООН в ЦА / ONUCA)    | Гватемала · Гондурас · Коста-Рика · Никарагуа · Сальвадор | Сандинистская революция                                                     | [ 18 ] |

### 1990—1999
| Продолжительность              | Продолжительность              | Название | Местоположение                                                                            | Причина | Прим.  |
| Начало                         | Окончание                      | Название | Местоположение                                                                            | Причина | Прим.  |
| ------------------------------ | ------------------------------ | --- | ----------------------------------------------------------------------------------------- | --- | ------ |
| 1991                           | 2003                           | Ирако-кувейтская миссия ООН по наблюдению (ИКМООНН / UNIKOM)                                                                | Ирак · Кувейт                                                                             | Война в Персидском заливе | [ 19 ] |
| 1991                           | 1995                           | Контрольная миссия ООН в Анголе II (КМООНА II / UNAVEM II)                                                                  | Ангола                                                                                    | Гражданская война в Анголе (контроль за прекращением огня)                                                                                | [ 20 ] |
| 1991                           | 1995                           | Миссия наблюдателей ООН в Сальвадоре (МНООНС / ONUSAL)                                                                      | Сальвадор                                                                                 | Гражданская война в Сальвадоре | [ 21 ] |
| с 1991 года по настоящее время | с 1991 года по настоящее время | Миссия ООН по проведению референдума в Западной Сахаре (МООНРЗС / MINURSO)                                                  | САДР                                                                                      | Война в Западной Сахаре | [ 22 ] |
| 1991                           | 1992                           | Передовая миссия ООН в Камбодже (ПМООНК / UNAMIC)                                                                           | Камбоджа                                                                                  | Прекращение оккупации Камбоджи Вьетнамом (подготовка к формированию переходной администрации)                                             | [ 23 ] |
| 1991                           | 1995                           | Силы ООН по охране (СООНО / UNPROFOR)                                                                                       | Бывшая Югославия · • Босния и Герцеговина · • БЮР Македония · • Хорватия · • СР Югославия | Югославские войны | [ 24 ] |
| 1992                           | 1993                           | Временный орган ООН в Камбодже (ЮНТАК / UNTAC)                                                                              | Камбоджа                                                                                  | Создание временной администрации в переходный период                                                                                      | [ 25 ] |
| 1992                           | 1993                           | Операция ООН в Сомали I (ЮНОСОМ I / UNOSOM I)                                                                               | Сомали                                                                                    | Гражданская война в Сомали | [ 26 ] |
| 1992                           | 1994                           | Операция ООН в Мозамбике (ЮНОМОЗ / UNOMOZ)                                                                                  | Мозамбик                                                                                  | Гражданская война в Мозамбике | [ 27 ] |
| 1993                           | 1995                           | Операция ООН в Сомали II (ЮНОСОМ II / UNOSOM II)                                                                            | Сомали                                                                                    | Гражданская война в Сомали | [ 28 ] |
| 1993                           | 1994                           | Миссия наблюдателей ООН Уганда-Руанда (МНООНУР / UNOMUR)                                                                    | Уганда · Руанда                                                                           | Гражданская война в Руанде | [ 29 ] |
| 1993                           | 2009                           | Миссия ООН по наблюдению в Грузии (МООННГ / UNOMIG)                                                                         | Грузия                                                                                    | Война в Абхазии | [ 30 ] |
| 1993                           | 1997                           | Миссия наблюдателей ООН в Либерии (МНООНЛ / UNOMIL)                                                                         | Либерия                                                                                   | Первая гражданская война в Либерии | [ 31 ] |
| 1993                           | 1996                           | Mиссия ООН в Гаити (МООНГ / UNMIH)                                                                                          | Гаити                                                                                     | Государственный переворот в Гаити 1991 года                                                                                               | [ 32 ] |
| 1993                           | 1996                           | Миссия ООН по оказанию помощи Руанде (МООНПР / UNAMIR)                                                                      | Руанда                                                                                    | Эскалация гражданской войны; Геноцид в Руанде                                                                                             | [ 33 ] |
| май 1994                       | июнь 1994                      | Миссия наблюдателей ООН в полосе Аузу (ГНООНПА / UNASOG)                                                                    | Чад · Ливия                                                                               | Территориальный спор по поводу полосы Аузу; Чадско-ливийский конфликт                                                                     | [ 34 ] |
| 1994                           | 2000                           | Миссия наблюдателей ООН в Таджикистане (МНООНТ / UNMOT)                                                                     | Таджикистан                                                                               | Гражданская война в Таджикистане | [ 35 ] |
| 1995                           | 1997                           | Контрольная миссия ООН в Анголе III (КМООНА III / UNAVEM III)                                                               | Ангола                                                                                    | Гражданская война в Анголе (контроль за прекращением огня и разоружение)                                                                  | [ 36 ] |
| 1995                           | 1996                           | Операция ООН по восстановлению доверия в Хорватии (ОООНВД / UNCRO)                                                          | Хорватия                                                                                  | Война в Хорватии | [ 37 ] |
| 1995                           | 1999                           | Силы превентивного развертывания ООН (СПРООН / UNPREDEP)                                                                    | БЮР Македония                                                                             | Контроль за македоно-албанской и албано-югославской границами                                                                             | [ 38 ] |
| 1995                           | 2002                           | Миссия ООН в Боснии и Герцеговине (МООНБГ / UNMIBH)                                                                         | Босния и Герцеговина                                                                      | Контроль за восстановлением после Боснийской войны                                                                                        | [ 39 ] |
| 1996                           | 1998                           | Временная администрация Организации Объединённых Наций для Восточной Славонии, Бараньи и Западного Срема (ВАООНВС / UNTAES) | Хорватия                                                                                  | Мирная реинтеграция САО Восточной Славонии, Бараньи и Западного Срема обратно в Хорватию                                                  | [ 40 ] |
| 1996                           | 2002                           | Миссия наблюдателей ООН на Превлакском полуострове (МНООНПП / UNMOP)                                                        | Хорватия                                                                                  | Демилитаризация Превлакского полуострова                                                                                                  | [ 41 ] |
| 1996                           | 1997                           | Миссия ООН по поддержке в Гаити (МООНПГ / UNSMIH)                                                                           | Гаити                                                                                     | Контроль за стабилизацией в Гаити | [ 42 ] |
| март 1997                      | май 1997                       | Контрольная миссия ООН в Гватемале (МИНУГУА / MINUGUA)                                                                      | Гватемала                                                                                 | Гражданская война в Гватемале | [ 43 ] |
| 1997                           | 1999                           | Миссия наблюдателей ООН в Анголе (МНООНА / MONUA)                                                                           | Ангола                                                                                    | Гражданская война в Анголе (контроль за прекращением огня и разоружение)                                                                  | [ 44 ] |
| август 1997                    | ноябрь 1997                    | Переходная миссия ООН в Гаити (ПМООНГ / UNTMIH)                                                                             | Гаити                                                                                     | Формирование и обучение гаитянской национальной полиции                                                                                   | [ 45 ] |
| январь 1998                    | октябрь 1998                   | Группа ООН по поддержке гражданской полиции (ГППООН / UNPSG)                                                                | Хорватия                                                                                  | Возвращение сербских беженцев в Придунайский район (для наблюдения за действиями хорватской полиции)                                      | [ 46 ] |
| 1998                           | 2000                           | Миссия ООН в Центральноафриканской Республике (МООНЦАР / MINURCA)                                                           | ЦАР                                                                                       | Массовые беспорядки в ЦАР | [ 47 ] |
| 1998                           | 1999                           | Миссия наблюдателей ООН в Сьерра-Леоне (МНООНСЛ / UNOMSIL)                                                                  | Сьерра-Леоне                                                                              | Гражданская война в Сьерра-Леоне | [ 48 ] |
| с 1999 года по настоящее время | с 1999 года по настоящее время | Миссия ООН по делам временной администрации в Косово (МООНК / UNMIK)                                                        | СР Югославия ( Сербия) · Косово                                                           | Косовская война | [ 49 ] |
| 1999                           | 2005                           | Миссия ООН в Сьерра-Леоне (МООНСЛ / UNAMSIL)                                                                                | Сьерра-Леоне                                                                              | Гражданская война в Сьерра-Леоне | [ 50 ] |
| 1999                           | 2002                           | Временная администрация ООН в Восточном Тиморе (ВАООНВТ / UNTAET)                                                           | Индонезия · Восточный Тимор                                                               | Индонезийская оккупация Восточного Тимора; Референдум о независимости Восточного Тимора и начавшиеся после этого вооружённые столкновения | [ 51 ] |
| 1999                           | 2010                           | Миссия ООН в Демократической Республике Конго (МООНДРК / MONUC)                                                             | ДР Конго                                                                                  | Вторая конголезская война | [ 52 ] |

### 2000—2009
| Продолжительность | Продолжительность | Название                                                                   | Местоположение    | Причина                                                     | Прим.  |
| Начало            | Окончание         | Название                                                                   | Местоположение    | Причина                                                     | Прим.  |
| ----------------- | ----------------- | -------------------------------------------------------------------------- | ----------------- | ----------------------------------------------------------- | ------ |
| 2000              | 2008              | Миссия ООН в Эфиопии и Эритрее (МООНЭЭ / UNMEE)                            | Эфиопия · Эритрея | Эфиопо-эритрейский конфликт                                 | [ 53 ] |
| 2002              | 2005              | Миссия ООН по поддержке в Восточном Тиморе (МООНПВТ / UNMISET)             | Восточный Тимор   | Независимость Восточного Тимора (контроль за стабилизацией) | [ 54 ] |
| 2003              | 2004              | Миссия ООН в Кот-д’Ивуаре (МООНКИ / MINUCI)                                | Кот-д’Ивуар       | Первая Ивуарийская война                                    | [ 55 ] |
| 2003              | 2018              | Миссия ООН в Либерии (МООНЛ / UNMIL)                                       | Либерия           | Вторая гражданская война в Либерии                          | [ 56 ] |
| 2004              | 2017              | Операция ООН в Кот-д’Ивуаре (ОООНКИ / UNOCI)                               | Кот-д’Ивуар       | Первая Ивуарийская война                                    | [ 57 ] |
| 2004              | 2017              | Миссия ООН по стабилизации в Гаити (МООНСГ / MINUSTAH)                     | Гаити             | Восстание в Гаити 2004 года                                 | [ 58 ] |
| 2004              | 2006              | Операция ООН в Бурунди (ОНЮБ / ONUB)                                       | Бурунди           | Гражданская война в Бурунди                                 | [ 59 ] |
| 2005              | 2011              | Миссия ООН в Судане (МООНВС / UNMIS)                                       | Судан             | Вторая гражданская война в Судане                           | [ 60 ] |
| 2006              | 2012              | Интегрированная миссия ООН в Восточном Тиморе (ИМООНТ / UNMIT)             | Восточный Тимор   | Восточно-тиморский кризис 2006 года                         | [ 61 ] |
| 2007              | 2020              | Смешанная операция Африканского союза и ООН в Дарфуре (ЮНАМИД / UNAMID)    | Судан ( Дарфур)   | Дарфурский конфликт                                         | [ 62 ] |
| 2007              | 2010              | Миссия ООН в Центральноафриканской Республике и Чаде (МИНУРКАТ / MINURCAT) | Чад · ЦАР         | Вторая гражданская война в Чаде; Дарфурский конфликт        | [ 63 ] |

### 2010—2019
| Продолжительность              | Продолжительность              | Название | Местоположение | Причина                                                 | Прим.  |
| Начало                         | Окончание                      | Название | Местоположение | Причина                                                 | Прим.  |
| ------------------------------ | ------------------------------ | --- | -------------- | ------------------------------------------------------- | ------ |
| с 2010 года по настоящее время | с 2010 года по настоящее время | Миссия ООН по стабилизации в Демократической Республике Конго (МООНСДРК / MONUSCO)                            | ДР Конго       | Вторая конголезская война (контроль за стабилизацией)   | [ 64 ] |
| с 2011 года по настоящее время | с 2011 года по настоящее время | Временные силы ООН по обеспечению безопасности в Абьее (ЮНИСФА / UNISFA)                                      | Судан          | Конфликт в Южном Кордофане                              | [ 65 ] |
| с 2011 года по настоящее время | с 2011 года по настоящее время | Миссия ООН в Южном Судане (МООНЮС / UNMISS)                                                                   | Южный Судан    | Независимость Южного Судана (контроль за стабилизацией) | [ 66 ] |
| апрель 2012                    | август 2012                    | Миссия ООН по наблюдению в Сирии (МООННС / UNSMIS)                                                            | Сирия          | Гражданская война в Сирии                               | [ 67 ] |
| апрель 2013                    | июнь 2023                      | Многопрофильная комплексная миссия ООН по стабилизации в Мали (МИНУСМА / MINUSMA)                             | Мали           | Гражданская война в Мали                                | [ 68 ] |
| с 2014 года по настоящее время | с 2014 года по настоящее время | Многопрофильная комплексная миссия ООН по стабилизации в Центральноафриканской Республике (МИНУСКА / MINUSCA) | ЦАР            | Конфликт в Центральноафриканской Республике (2012—2014) | [ 69 ] |
| октябрь 2017                   | октябрь 2019                   | Миссия ООН по поддержке сектора правосудия в Гаити (МООНППГ / MINUJUSTH)                                      | Гаити          | Восстание в Гаити 2004 года                             | [ 70 ] |